# Suffolk Coastal
Suffolk Coastal var ett distrikt i Storbritannien. Det låg i grevskapet Suffolk och riksdelen England, i den sydöstra delen av landet, 130 km nordost om huvudstaden London. Distriktet hade 124 298 invånare (2011).
Den 1 april 2019 slogs distriktet samman med Waveney och bildades distriktet East Suffolk.

## Civil parishes
- Aldeburgh, Alderton, Aldringham cum Thorpe, Badingham, Bawdsey, Benhall, Blaxhall, Blythburgh, Boulge, Boyton, Bramfield, Brandeston, Bredfield, Brightwell, Bromeswell, Bruisyard, Bucklesham, Burgh, Butley, Campsey Ash, Capel St. Andrew, Charsfield, Chediston, Chillesford, Clopton, Cookley, Cransford, Cratfield, Cretingham, Culpho, Dallinghoo, Darsham, Debach, Dennington, Dunwich, Earl Soham, Easton, Eyke, Falkenham, Farnham, Felixstowe, Foxhall, Framlingham, Friston, Gedgrave, Great Bealings, Great Glemham, Grundisburgh, Hacheston, Hasketon, Hemley, Heveningham, Hollesley, Hoo, Huntingfield, Iken, Kelsale cum Carlton, Kesgrave, Kettleburgh, Kirton, Knodishall, Leiston, Letheringham, Levington, Linstead Magna, Linstead Parva, Little Bealings, Little Glemham, Marlesford, Martlesham, Melton, Middleton, Monewden, Nacton, Newbourne, Orford, Otley, Parham, Peasenhall, Pettistree, Playford, Purdis Farm, Ramsholt, Rendham, Rendlesham, Rushmere St. Andrew, Saxmundham, Saxtead, Shottisham, Sibton, Snape, Sternfield, Stratford St. Andrew, Stratton Hall, Sudbourne, Sutton, Sutton Heath,[2] Swefling, Swilland, Theberton, Thorington, Trimley St. Martin, Trimley St. Mary, Tuddenham St. Martin, Tunstall, Ubbeston, Ufford, Walberswick, Waldringfield, Walpole, Wantisden, Wenhaston with Mells Hamlet, Westerfield, Westleton, Wickham Market, Witnesham, Woodbridge, Yoxford.[3]